# Puente gemelo de las Américas
El Puente Gemelo de las Américas es un puente que se encuentra en la ciudad de La Paz, sede de gobierno de Bolivia. Une las zonas de Sopocachi y Miraflores y forma un par vial con el Puente de las Américas.